# Generativität (Psychologie)
Generativität bezeichnet in der Psychologie die menschliche Fähigkeit, individuell bzw. kollektiv um das gegenseitige Angewiesensein der Generationen zu wissen, dies als individuelle bzw. kollektive Verantwortung aufzufassen und im individuellen bzw. kollektiven Denken und Handeln zu berücksichtigen. Generativität beschreibt insofern die Fähigkeit zur Sorge, Fürsorge oder Care für Menschen einer anderen Generation. Sie beinhaltet spezifische Potenziale der Sinngebung für das individuelle bzw. gesellschaftliche Leben. Da Generativität auf sozialen Normen basiert, hängt die Realisierung immer davon ab, inwieweit sich wandelnde Normen individuelle bzw. kollektive Generativität begrenzen oder befördern.
Kollektive Generativität setzt die Rahmenbedingungen für individuelle Generativität, sowohl durch die Normen als auch durch die Institutionen der Generativität (Kinderkrippe, Kindergarten, Schule, Jugendamt, Familiengericht, Altenheim etc.). Individuell haben Menschen beispielsweise die Möglichkeit, über eigene Elternschaft oder anderweitig Fürsorgeverantwortung für die Folgegeneration zu übernehmen. Zunächst wurde Generativität auf die Verantwortungsübernahme für Menschen der Folgegeneration bezogen. In jüngster Zeit wird zudem der umgekehrte Aspekt diskutiert, nämlich dass Jüngere individuell bzw. kollektiv ein Bewusstsein für das Wohl der Älteren entwickeln können.

## Etymologie und Begriffsentstehung
Etymologisch geht das Wort Generativität auf die indogermanische Sprachwurzel ‚ĝen-‘ zurück. Die daraus entwickelten Worte decken ein breites Bedeutungsfeld ab: erzeugen, zeugen, hervorbringen, Geburt, Nachkomme, Kind, Nachkommenschaft, Abstammung, Verwandtschaft, Geschlecht, Stamm, Volk. Generativ bedeutet „erzeugend“ bzw. bezeichnet allgemein die Eigenschaft, etwas hervorbringen zu können.
Als Fachbegriff der Ich-Psychologie wurde Generativität von Erik H. Erikson und seiner Frau Joan Erikson geprägt, um die 7. Stufe ihres Stufenmodells der psychosozialen Entwicklung zu beschreiben.
John N. Kotre (* 1940) knüpfte daran an und wies darauf hin, dass Generativität nicht nur ein individuelles, sondern zugleich ein kollektives Phänomen ist. Dies beschrieb er in einer Theorie der Generativität. Er legte damit die Grundlage, um Generativität zu einem Fachbegriff der Sozialpsychologie und Soziologie bzw. Familiensoziologie zu machen.

## Individuelle Generativität
Generativität betrifft Menschen in der Altersklasse von etwa 40 bis 65 Jahren und meint, die Liebe in die Zukunft zu tragen und sich um zukünftige Generationen zu kümmern, zum Beispiel eigene Kinder großzuziehen oder sich als Großeltern zu engagieren. Erikson zählt dazu nicht nur, eigene Kinder zu zeugen und für sie zu sorgen, er zählt dazu auch das Unterrichten, die Künste und Wissenschaften sowie soziales Engagement, also alles, was für zukünftige Generationen brauchbar sein könnte.
Generativität steht dabei im Wechselspiel mit Selbst-Absorption oder Stagnation. Schafft man es, Generativität und Stagnation in Einklang zu bringen, so hat man diese Stufe erfolgreich durchlaufen und die Fähigkeit zur Fürsorglichkeit erlangt, ohne sich dabei selbst zu vergessen.

### Generativität im höheren Lebensalter
In der Gerontologie wurde das Konzept der Generativität auf die nachberufliche Lebensphase und bis zum hohen Lebensalter ausgeweitet. Generativität bezieht sich danach „sowohl auf die Vermittlung und Weitergabe von Erfahrung und Kompetenz an jüngere Generationen als auch auf Aktivitäten, durch die ältere Menschen einen Beitrag für das Gemeinwesen leisten. Generativität wird dabei als grundlegende Leistung zur Lebensgestaltung und Sinnfindung im höheren Lebensalter wahrgenommen.“ (s. a. Stufenmodell der psychosozialen Entwicklung). Es werden vier Inhaltsbereiche der Generativität unterschieden.
1. Zur familial-verwandtschaftlichen Generativität gehören in der nachelterlichen Lebensphase u. a. Akzeptanz der eigenen Kinder als Erwachsene, Unterstützungsleistungen für erwachsene Kinder oder Enkel sowie die Regelung von Nachfolge- und Erbfragen.
2. Pädagogische Generativität. Ältere Menschen sind Träger und Vermittler von kulturellen Traditionen, z. B. als Mentoren.
3. Historisch-soziale Generativität. Dazu gehören aktives Engagement zugunsten jüngerer Menschen, z. B. im Ehrenamt, eine positive Auseinandersetzung mit den Werthaltungen und Lebensformen der nachkommenden Generationen sowie die Übergabe von Verantwortung an Jüngere.
4. Wohlfahrtsstaatliche Generativität. Ältere unterstützen die gesellschaftlichen Interessen der nachfolgenden Generationen, z. B. eine nachhaltige ökologische Entwicklung. "Generativität schließt die Fixierung auf die Interessen der eigenen Altersgruppe (Rentner) aus."

Generativität wird als bedeutsam bis zum Lebensende angesehen. In der Würdetherapie, einer psychotherapeutischen Kurzintervention für Kranke im terminalen Stadium, werden die familial-verwandtschaftliche und die historisch-soziale Generativität thematisiert. Es wird ein "Generativitäts-Dokument" erstellt.

## Kollektive Generativität
John N. Kotre machte darauf aufmerksam, dass Generativität auch ein kollektives Phänomen ist. Er beschrieb vier Typen der Generativität (biologisch, elterlich, technisch, kulturell), die sich auf unterschiedliche generative Objekte fokussieren. Dan P. McAdams und Ed de St. Aubin haben dies zu einem multifaktoriellen Verständnis von Generativität weiterentwickelt, als Übernahme von Verantwortung für die nächste Generation, die auf kulturellen Erwartungen bzw. Anforderungen an Generativität basiert.
„Generativität wird geprägt durch und ausgedrückt durch kulturelle Normen, soziale Bewegungen, gesellschaftliche Institutionen und Gesellschaftspolitik. Genau wie Individuen können sich Gesellschaften auch in Bezug auf den Inhalt und die Form des generativen Ausdrucks dramatisch unterscheiden. Generativität geschieht in der Gesellschaft. Noch bis vor kurzem haben Psychologen und andere Sozialwissenschaftler nicht systematisch über die gesellschaftlichen Dimensionen der Generativität nachgedacht“
Kurt Lüscher u. a. schlagen in Hinblick auf die aktuellen gesellschaftlichen Verhältnisse in drei Schritten ein erweitertes Verständnis von Generativität vor.
Auf der Basis eines solchen kollektiven Konzeptes der Generativität kann auch Elternschaft nicht mehr lediglich als individuelles Prozessphänomen gesehen werden. Sie kann zudem als ein unverzichtbarer „sozialer Kernprozess der Generativität“ verstanden werden, über den Gesellschaften ihre Generativität gewährleisten. Die Normen, Ideale und Habitus der Elternschaft werden durch die sich wandelnden sozialen Normen und Institutionen der Generativität geprägt und verändert.

## Ethisch-moralische Aspekte und Macht
Generativität enthält stets vier Dilemmata der Verantwortung:
1. Was wird generativ weitergegeben?
2. Wer profitiert davon?
3. Wann kann daraus Nutzen gezogen werden?[16]
4. Wer investiert?[17]

Wie diese zentralen Fragen der Generativität beantwortet werden, hängt von der Machtverteilung und den sozialen Normen in einer Gesellschaft ab. Jede Gesellschaft hat insofern eine „generative Machtarchitektur“ mit zugehörigen generativen Standards des Verhaltens und Empfindens. Diese ist jedoch nicht statisch, sondern verändert sich. Bei der Ausgestaltung generativer Verantwortung geht es insbesondere um folgende Beziehungsachsen und die zugehörigen Machtbalancen:
- zwischen den Generationen,
- zwischen den Geschlechtern (d. h. nach Geschlechterrollen bzw. Gender),
- zwischen privaten und öffentlichen Sphären.[18]

### Ethiken im Bereich der Generativität
Care-Ethik bzw. Ethik der Achtsamkeit beschäftigen sich ebenfalls mit ethisch-moralischen Aspekten der Achtsamkeit, Care-Arbeit, Sorge und Fürsorge, die für Generativität von zentraler Bedeutung sind.
Ethiken von Familie und Elternschaft beschäftigen sich mit den ethisch-moralischen Aspekten der Generativität in der Privatsphäre der Familie.
Ethiken in professionellen Bereichen wie Erziehung, Psychologie oder Pädagogik beschäftigen sich mit den ethisch-moralischen Aspekten der Generativität in der Sphäre der jeweiligen Berufe.
Eine Ethik der Generativität gibt es noch nicht.